# Ликсивијација (металургија)
Ликсивијација је процес где је руда растворљива а нечистоће нераствољиве, широко коришћена техника екстрактивне металургије која претвара метале у растворљиве соли у воденом медијуму. При поређењу са пирометалуршким операцијама, ликсивијација је лакша за извести и мање је штетна јер нема јављања гасовите полуције. Лоше стране ликсивијације су висок ацидични и у неким случајевима токсични резидуални ефлуент, те мања ефикасност узрокована ниским температурама операције — који драматично делују на стопу хемијске реакције.